# Ei Takami
Ei Takami (高見映 Takami Ei?) o Yoshiaki Takami (高見 嘉明 Takami Yoshiaki?), popularmente conocido como Noppo Takami, (Kioto, 10 de mayo de 1934-Tokio, 10 de septiembre de 2022) fue un actor japonés.
Fue famoso en Japón y varios países del mundo por haber interpretado el personaje Noppo en el programa educativo ¿Puedo hacerlo yo? de la NHK.
En enero de 2006 Takami debutó como cantante profesional lanzando su primer sencillo titulado Grasshopper Monogatari. Noppo-san significa "hombre alto".
La noticia de su fallecimiento, por insuficiencia cardiaca, fue revelada el 10 de mayo de 2023, el día en que Takami habría cumplido 89 años; de acuerdo con la información proporcionada por sus familiares, ese fue el deseo de Ei Takami, esperar al menos 6 meses para hacerlo público.